# 平信範
平 信範（たいら の のぶのり）は、平安時代末期から鎌倉時代初期にかけての公卿。桓武平氏高棟流、兵部大輔・平知信の三男。官位は正三位・兵部卿。日記『兵範記』の作者として著名である。また、国宝平家納経の筆者のうちの一人と目される。

## 経歴
保安2年（1121年）に文章生となり、以後、蔵人、修理亮、左兵衛尉、左衛門少尉、甲斐権守などを歴任する。また、摂関家（近衛家）の家司として藤原忠実から近衛基通の4代にわたって仕えた。特に藤原忠通からの信任が厚く、嫡男・基実の乳母を信範の正室が務め、また基実が従三位に任ぜられて政所を設置した際の唯一の家司は信範であり、自動的に政所別当を兼ねた。このため、左大臣・藤原頼長から圧迫を受け、信範が任じられていた摂家の荘園の預所を解任されている（当時、頼長が藤氏長者であったため）。
保元の乱後には藤原忠通の政所別当も兼務して、藤氏長者に復帰した忠通の補佐をしている。正五位下・少納言の官にあった保元3年（1158年）、関白であった忠通の前を横切った藤原信頼がその非礼によって忠通の下人に車を破壊されるという事件が起こり、信頼の訴えを受けた後白河上皇は、忠通の家司であった信範と藤原邦綱の両名を除籍、謹慎処分としている。
その後、永暦元年（1160年）に再度蔵人に任じ、仁安3年（1168年）には正四位下・蔵人頭・権右中弁に進むが、翌嘉応元年（1169年）、延暦寺大衆の強訴によって院近臣の藤原成親が配流される事件が勃発する（嘉応の強訴）。この事件に対処していた信範は、甥の平時忠共々法皇から責任を問われることとなり、「奏事不実（奏上に事実でない点があった）」の罪により解官の上、備後国へ配流されるという憂き目を見ている。
しかし翌嘉応2年（1170年）には召還され本位に復し、同3年（1171年）に従三位となって公卿に列する。承安3年（1173年）に兵部卿、安元2年（1176年）に正三位と進み、これを極位極官として翌3年（1177年）に出家。その後、子の信基や甥の時忠は治承・寿永の乱の中で平家一門と共に西走、敗戦の末捕えられ配流されるという波乱の生涯を送っているが、既に引退していた信範はこれとは別に静かな余生を送ったとされる。また、近衛基実の遺児である基通の庇護にも力を尽くし、基通の叔父である九条兼実に子・信季を仕えさせて兼実と基通の橋渡し役をさせている。兼実の日記『玉葉』には信範と兼実の親交の記事が登場する（承安元年5月末日・治承3年12月15・16日条他）。更に基通の側室となった末娘は近衛道経を生んでいる。
その日記『兵範記』は、平安末期の政情や朝廷の儀典を克明に記録した第一級の史料として名高い。また、子孫は後世、西洞院家、平松家、交野家など数家に分かれて、それぞれ繁栄している。

## 官歴
※日付＝旧暦
- 保安2年（1121年）3月23日：文章生
- 天治2年（1125年）正月28日：能登大掾
- 天承2年（1132年）正月22日：中宮権少進（中宮・藤原聖子）
- 長承3年（1134年）4月2日：蔵人
- 長承4年（1135年）3月14日：修理亮
- 保延3年（1137年）10月26日：左兵衛尉
- 保延4年（1138年）正月22日：左衛門少尉。検非違使兼帯
- 保延5年（1139年）
  - 正月5日：従五位下
  - 正月24日：甲斐権守
  - 7月28日：高陽院判官代
- 天養2年（1145年）正月5日：従五位上（高陽院御給）
- 久安6年（1150年）正月12日：正五位下（高陽院御給）
- 仁平2年（1152年）8月17日：藤原基実家司（政所別当）
- 保元元年（1156年）11月28日：少納言
- 保元3年（1158年）正月27日：安芸権守
- 永暦元年（1160年）10月4日：蔵人
- 応保元年（1161年）9月15日：左京権大夫。蔵人・少納言を辞任
- 長寛3年のち（1165年）
  - 正月23日：備後権守兼任
  - 改元して永万元年8月17日：右少弁。左京権大夫如元
- 永万2年（1166年）正月12日：左京権大夫を辞任
- 仁安2年（1167年）
  - 正月30日：権右中弁。従四位下
  - 2月11日：蔵人頭
  - 4月10日：従四位上
- 仁安3年（1168年）
  - 正月6日：正四位下
  - 2月19日：新帝（高倉天皇）蔵人頭
  - 9月7日：大嘗会御禊装束司次官
- 嘉応元年（1169年）12月28日：解官。備後国に配流
- 嘉応2年（1170年）
  - 2月26日：召還
  - 12月9日：本位に復す
- 嘉応3年（1171年）正月18日：従三位
- 承安3年（1173年）正月21日：兵部卿
- 安元2年（1176年）3月6日：正三位（御賀・御幸の賞、建春門院御給）
- 安元3年（1177年）7月5日：出家

## 系譜
- 父：平知信
- 母：藤原惟信の女
- 妻：少納言藤原能忠の女（1114-1170）
  - 長男：平信基（1137?-?） - 正四位下内蔵頭
  - 次男：平信国（1139-1180） - 正五位下少納言
  - 五男：平信季（1144?-1179） - 正五位下少納言
  - 七男：平信広（1152?-?） - 正四位下右京大夫
  - 八男：平信実?（?-?）[注釈 1]
  - 女子：藤原脩範室（1146-?）
  - 女子：藤原定長室 - 非参議藤原成長母
  - 女子：平信子 - 近衛基通側室、右大臣近衛道経母
- 妾：某氏[注釈 2]
  - 三男：平信義（1142-?） - 仁平元年文章生、保元4年能登少掾
  - 四男：平信政（1143-?）
- 妾：藤原成実女 - 高陽院女房伯耆局
  - 六男：平信清（1146-?） - 従四位下少納言
- 妾：能瀬資国女[注釈 3]